# Z Жирафи
Z Жирафи (Z Camelopardalis, Z Cam) — зоря, яка є прототипом змінних типу Z Жирафи, що належать до підкласу карликових нових, і є першою виявленою карликовою новою. Z Жирафи розташована в сузір'ї Жирафа на відстані близько 400 світлових років від Землі, неподалік від межі сузір'я Великої Ведмедиці і її можна легко побачити кожної ясної ночі в північній півкулі.
Система складається з карлика спектрального типу G, як і наше Сонце, і білого карлика або біло-блакитного субкарлика[джерело?], які обертаються один навколо одного за 7г 21хв.
Z Жирафи спалахує раз на кілька тижнів (у середньому — кожні 20 днів), збільшуючи свою світність приблизно в 40 разів. У березні 2007 року встановлено, що на цій зорі колись відбувся потужний спалах, подібний до звичайних нових зір. Про це свідчить газ навколо зорі, виміряна маса якого занадто велика для карликової нової. Подібні спалахи в кілька тисяч разів яскравіші від звичайних і відбуваються лише раз на 10 000 років. Поза спалахом крива блиску має невеликий пік у фазі 0,88 періоду і широкий, неглибокий провал у фазі 0,15 періоду. Поза максимумами крива блиску показує мерехтіння до 0,5m з періодом ~ 16-18 сек.